# Хотенков Іван Ілліч
Іван Ілліч Хотенков (1917, село Москвинка Курської губернії, тепер Черемисиновського району Курської області, Російська Федерація — 8 червня 1991) — радянський діяч, майстер прокатного стану № 2 Макіївського металургійного заводу імені Кірова Сталінської області. Герой Соціалістичної Праці (19.07.1958). Депутат Верховної Ради СРСР 3—4-го скликань.

## Біографія
Народився у травні 1917 року в селянській родині. У 1935 році переїхав до міста Макіївки на Донбасі.
З 1935 року — робітник, вальцювальник Макіївського металургійного комбінату імені Кірова Донецької області.
З березня 1938 року служив на Чорноморському флоті ВМС СРСР матросом крейсера «Комінтерн». Учасник німецько-радянської війни з 1941 року. Брав участь в обороні Одеси, Севастополя, Новоросійська. Після затоплення крейсера у липні 1942 року служив навідником гармати 14-го гвардійського мінометного дивізіону моряків 305-го гвардійського мінометного полку моряків. Воював на Закавказькому, Північно-Кавказькому, Карельському, 1-му Білоруському фронтах.
Член ВКП(б) з 1943 року.
Після демобілізації — вальцювальник, майстер, майстер прокатного цеху № 2 Макіївського металургійного заводу імені Кірова Сталінської області. У 1950 році Хотенкову було присвоєно звання «Кращий вальцювальник Сталінської області», у 1955 році — звання «Кращий майстер прокатних цехів підприємств Міністерства чорної металургії СРСР».
З 1977 року — на пенсії.

## Звання
- гвардії старшина ІІ статі

## Нагороди
- Герой Соціалістичної Праці (19.07.1958)
- орден Леніна (19.07.1958)
- орден Червоної Зірки (26.09.1944)
- два ордени Вітчизняної війни ІІ ст. (29.05.1945, 6.04.1985)
- медаль «За відвагу» (5.06.1943)
- медаль «За бойові заслуги»
- медаль «За оборону Одеси»
- медаль «За оборону Севастополя»
- медаль «За оборону Кавказу»
- медаль «За оборону Радянського Заполяр'я»
- медаль «За взяття Берліна»
- медаль «За перемогу над Німеччиною у Великій Вітчизняній війні 1941—1945 рр.»
- медаль «За трудову відзнаку»
- медаль «За трудову доблесть»